# Sticherus arachnoideus
Sticherus arachnoideus är en ormbunkeart som beskrevs av Østerg., Bao-kun Zhang och Øllg. Sticherus arachnoideus ingår i släktet Sticherus och familjen Gleicheniaceae. Inga underarter finns listade.